# Doringbaai
Doringbaai, tidigare Thornbay, är ett samhälle i kommunen Matzikama i Västra Kapprovinsen, Sydafrika. Samhället har enligt 2011 års folkräkning 1 260 invånare, av vilka en stor majoritet är färgade afrikaner.

## Demografi

### Etnisk tillhörighet[1]
- Färgade: 90,2% (1137)
- Vita:	6,9% (87)
- Svarta afrikaner: 2,7% (34)
- Indier/asiater: 0,1% (1)
- Övriga: 0,2% (2)

### Språk (modersmål)[1]
- Afrikaans 96,4%
- Engelska 2,7%
- Andra 1,0%